# August Brass
Pour les articles homonymes, voir Brass (homonymie).
August Brass (1818-1876) était un romancier, éditeur et journaliste allemand, qui fut une des figures de la Révolution de 1848 en Allemagne.

## Histoire
Après avoir étudié à Berlin, August Brass a ensuite travaillé en tant que journaliste et auteur et écrit des romans, fictions et essais politiques. Parmi ses œuvres, en 1843, une chronique de Berlin, Potsdam et Charlottenburg est remarquée. En 1844, il a publié Les Mystères de Berlin, s'inspirant des Mystères de Paris, publiés l'année précédente par Eugène Sue. Dans cette œuvre, il popularise l'image d'un Berlin qui "commence paradoxalement à acquérir la réputation d'une métropole gangrenée par la pègre".
Fervent soutien de la Révolution de 1848-1849 et ami de Carl Vogt, il a combattu le 18 mars 1848 sur les barricades à l'Alexanderplatz de Berlin, où une plaque commémore ces évènements. 
Après l'échec de la Révolution de 1848 en Allemagne, il s'est réfugié à Genève où il a édité la Neue Schweizer Zeitung de 1859 à 1860. À son retour d'exil, il a fondé un nouveau journal, le Deutsche Allgemeine Zeitung, avec l'aide de Wilhelm Liebknecht, Robert Schweichel (de) et Lothar Bucher, que Bismarck embauche au ministère des affaires étrangères dès 1864. Le journal a été très lié au pouvoir politique, via des fonds versés secrètement à son fondateur, revenu d'exil, ce qui provoque le départ du numéro deux du journal, Wilhelm Liebknecht. Souhaitant se placer en conformité avec le gouvernement, Brass a progressivement changé l'orientation politique de la feuille dans le sens des demandes formulées par le chancelier Bismarck. Ainsi, le Deutsche Allgemeine Zeitung a très tôt fait campagne pour la suspension de la constitution allemande au cas où les élections de mars 1862, annoncées après la dissolution du 22 février 1862, reconduiraient des députés hostiles à Bismarck.